# Bidens cernua
Bidens cernua és una espècie de planta herbàcia asteràcia. És una planta nativa d'Amèrica del Nord però s'ha estès a altres llocs, incloent els Països Catalans. Arriba a fer 30-100 cm d'alt. Les seves fulles són sèssils amb el marge dentat.

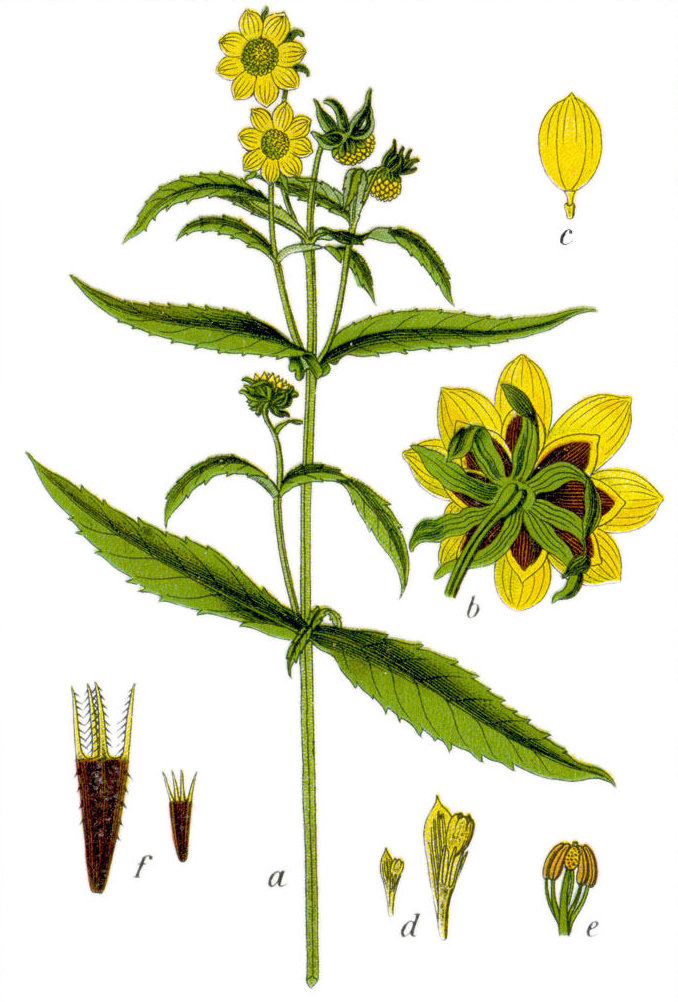
Deutschlands Flora in Abbldungen
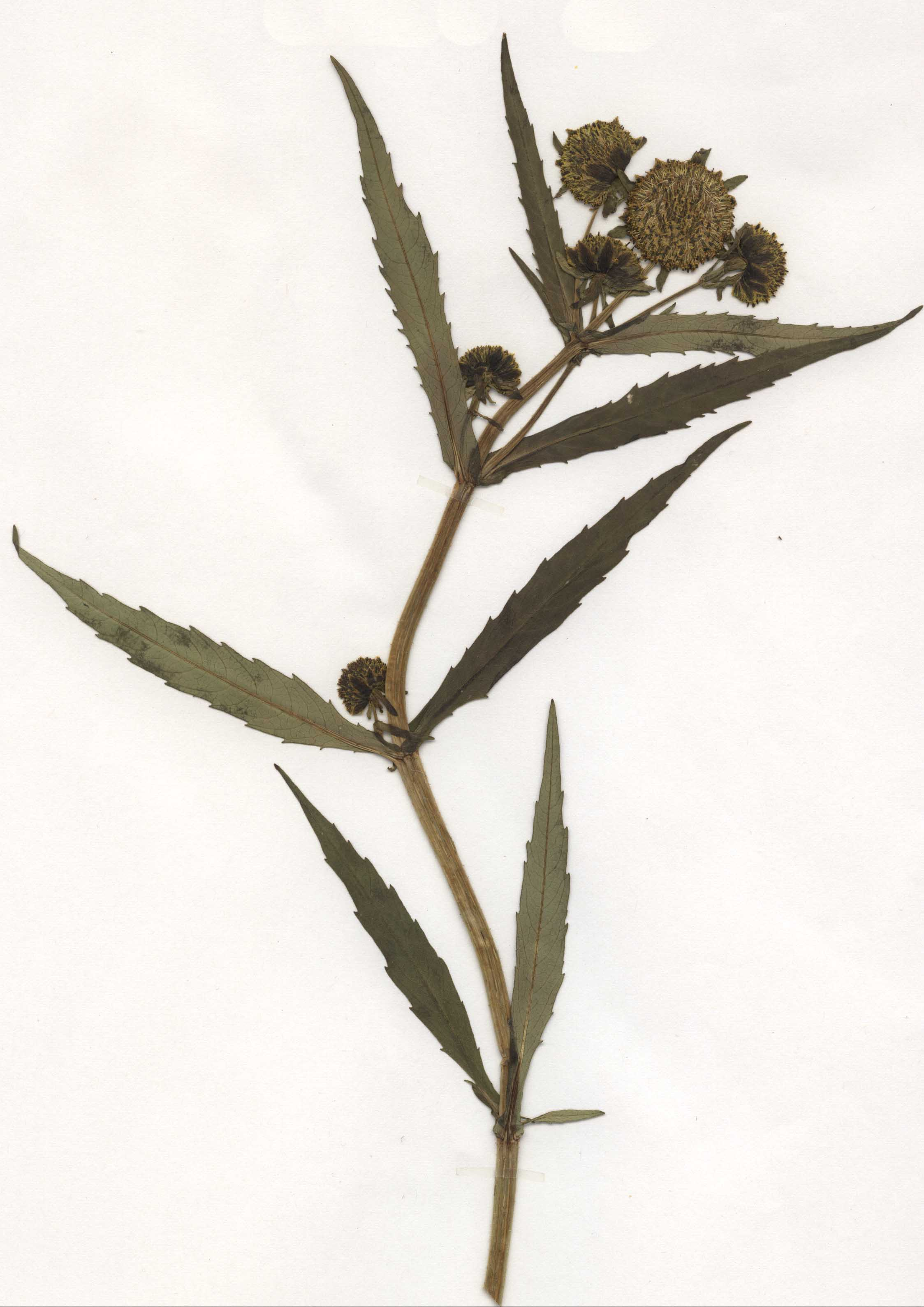
espècimen d'herbari